# فدراسیون بسکتبال سوئیس
فدراسیون بسکتبال سوئیس (انگلیسی: Swiss Basketball) نهاد اداره کننده ورزش بسکتبال در کشور سوئیس است. این فدراسیون که در سال ۱۹۲۹ تاسیس شده مقر آن در شهر فریبورگ قرار دارد.